# Cameron McGeehan
Cameron McGeeham, né le 6 avril 1995 à Kingston upon Thames au Royaume-Uni, est un footballeur international nord-irlandais qui joue au poste de milieu central à Northampton Town.

## Biographie

### En club

#### Formation à Norwich City
Né à Kingston upon Thames, Cameron McGeeham est rapidement repéré par un club phare du secteur à savoir Norwich City. Il fait toutes les classes jeunes là-bas mais ne parvient pas à intégrer l'équipe professionnelle. 
Le 16 janvier 2014, il est prêté au Luton Town FC évoluant en Conference National. Il joue son premier match le 25 janvier 2014 face au Nuneaton Borough. Il marque son premier but le 5 avril 2014 lors d'une victoire 1-0 face à l'Aldershot Town. Il dispute 18 rencontres pour 3 buts inscrits.
Le 13 janvier 2015, il est prêté à Cambridge United évoluant en League Two. Il joue son premier match professionnel le 17 janvier 2015 lors d'une victoire 4-0 face au Newport County AFC. Il inscrit son premier but professionnel lors de cette même rencontre. Il n'y fait qu'un seul mois jouant 6 matchs pour 3 buts inscrits. 
Le 17 février 2015, il est de nouveau prêté au Luton Town FC évoluant alors en League Two. Il joue son premier match le 21 février 2015 lors d'une défaite 3-3 face à l'AFC Wimbledon. Il marque son premier but le 7 mars 2015 lors d'une défaite 3-2 face au Morecambe FC. Il évolue pendant 5 mois, jouant 15 matchs pour 3 buts inscrits.

#### Luton Town
Le 1er juillet 2015, il signe en faveur du club anglais du Luton Town FC . Il joue son premier match le 15 août 2015 lors d'un match nul 2-2 face à Oxford United, comptant pour la neuvième journée de championnat. Il marque son premier but lors de cette même rencontre. Effectuant deux saisons, il dispute 73 rencontres pour 25 buts inscrits. 

#### Barnsley FC
Le 1er juillet 2017, il signe en faveur du club anglais du Barnsley FC évoluant en EFL Championship. Il joue son premier match le 23 septembre 2017 lors d'une défaite 2-1 face à Wolverhampton Wanderers, comptant pour la deuxième journée de League Two. Il marque son premier but le 14 octobre 2017 face à Middlesbrough FC. Effectuant trois saisons, il dispute 68 rencontres pour 9 buts inscrits. 
Le 4 janvier 2018, il est prêté à Scunthorpe Unitedévoluant en League One. Il joue son premier match le 20 janvier 2018 lors d'une défaite 3-1 face au Gillingham FC. Il marque son premier but le 12 mai 2018 face à Rotherham United. Il joue 15 matchs pour 1 but inscrit. 
Le 7 janvier 2020, il est de nouveau prêté au Portsmouth FC évoluant alors en League One. Il joue son premier match le 11 janvier 2020 lors d'une victoire 2-1 face à l'AFC Wimbledon. Il marque son premier but le 21 janvier 2020 lors d'une victoire 2-1 face au Scunthorpe United en EFL Trophy. Il y évolue pendant mois, jouant 17 matchs pour 2 buts inscrits.

#### KV Ostende et après
Le 6 août 2020, il signe en faveur du club belge du KV Ostende . Il joue son premier match le 10 août 2020 lors d'une défaite 2-1 face au Beerschot V.A, comptant pour la première journée de Jupiler Pro League. Il marque son premier but le 28 septembre 2020 face au KRC Genk.
Le 5 juillet 2024, il rejoint Northampton Town.

### En équipe nationale
Le 23 mars 2023, Cameron McGeeham joue son premier match international lors d'une rencontre opposant l'Irlande du Nord face à Saint-Marin comptant pour les éliminatoires de l'Euro 2024. Les Nord-Irlandais l'emportent 2-0.